# Charco del Palo
Charco del Palo est un village de vacances naturiste (ou nudiste) situé sur la côte nord-est de Lanzarote, dans les Îles Canaries. Le village, situé à proximité des villages de Mala et Guatiza a été créé dans les années 1970 par l'entrepreneur allemand Gregor Kaiser († 1/1/2018). Initialement appelé Castillo de Papagayo, le nom a été modifié pour éviter la confusion avec les plages de Papagayo au sud de Lanzarote.
Premier complexe naturiste dans les îles Canaries, Charco del Palo est rapidement devenu un centre naturiste populaire. La nudité est autorisée partout dans le village, elle est majoritaire mais n'est pas obligatoire. La situation isolée du village, au bout d'une route sans issue de trois kilomètres permet de garantir une certaine tranquillité malgré le fait que le village soit ouvert à tous. Les habitants et vacanciers sont principalement des Allemands, Britanniques et Néerlandais. De 82 en l'an 2000, la population du village est passée à 229 en 2011, avant de chuter à 133 en 2017.
La plupart des bungalows et des appartements sont des propriétés privées ; beaucoup d'entre eux sont loués lorsque leurs propriétaires ne les utilisent pas. Le voyagiste allemand Oböna est propriétaire de deux complexes d'appartements dans le village. 
Il n'y a pas de plages à proprement parler mais deux piscines plus ou moins naturelles et aménagées qui permettent de se baigner sans trop ressentir l'effet des vagues. Un troisième lieu de baignade, le 'rocher des singes' est quant à lui ouvert sur l'océan. Ce lieu est également prisé par les écoles de plongées de l'île qui s'y rendent régulièrement.
Le village possède trois restaurants en activité (Jardin Tropical, Lili's pub et Cueva Paloma) et un petit supermarché où il est d'usage d'être habillé. Les terrasses du Jardin Tropical et de Cueva Paloma sont accessibles aux naturistes durant l'après midi. Le restaurant Reiner Pub a cessé ses activités début juillet 2018, le lieu a été repris par Lili's pub.